# Corrimento de bases
No beisebol, corrimento de bases (baserunning) é o ato de correr em torno das bases desempenhado pelos membros do time ao bastão.
O corrimento de bases é uma parte tática do jogo com a meta de eventualmente alcançar a home plate para anotar uma corrida. De fato, a meta do ataque é geralmente produzir corredores de base, ou ajudá-los a avançar.

## Tornando-se um corredor
Para torna-se um corredor (runner), o rebatedor deve chegar salvo em base. Listando em ordem decrescente de freqüência, isso ocorre quando:
- ele rebate uma bola válida;
- ele recebe uma base por bolas;
- ele é atingido por um arremesso;
- um terceiro strike não é pego pelo receptor, e ele consegue chegar à primeira base;
- o receptor ou qualquer defensor interfere com ele.

### Batedor-corredor
O termo batedor-corredor (batter-runner) é usado na terminologia oficial para identificar um jogador do ataque do tempo em que ele põe uma bola válida em jogo (deixando, assim, de ser um batedor) até o fim da jogada que ele iniciou, quer a jogada resulte no jogador sendo eliminado ou tornando-se um corredor por legalmente atingir a primeira base ou qualquer base subseqüente.